# Владимир Хинчегашвили
Владимир Хинчегашвили (Гори, 18. април 1991) је грузијски рвач слободним стилом, и олимпијски победник. На Олимпијским играма дебитовао је 2012. у Лондону где је освојио сребрну медаљу, а четири године каније у Рио де Жанеиру постао је олимпијски првак. Са Светских првенстава има злато из 2015. и сребро 2014, а са Европских злата из 2014. и 2016, сребро 2013. и бронзу 2011.